# گرند تور (مجموعه تلویزیونی آمریکایی)
گرند تور (به انگلیسی: The Grand Tour) یک مجموعهٔ تلویزیونی برای سرویس ویدئویی آمازون است که توسط جرمی کلارکسون، ریچارد هموند و جیمز می اجرا می‌شود. پخش گرند تور توسط آمازون پرایم تهیه شده و به‌طور اختصاصی از همین شبکه پخش می‌شود. قالب کلی این مجموعه مانند مجموعهٔ تخت‌گاز است: هر قسمت توسط کلارکسون، هموند و می اجرا می‌شود، شامل ترکیبی از بخش‌های اجرای زنده در حضور مخاطبان و فیلم‌های از قبل ضبط‌شده‌است و تمرکز آن بر نقد خودروها، بحث بر سر موضوعات مربوط به خودرو، زمان‌گیری دور پیست از افراد مشهور (فقط در فصل دوم)، مسابقه‌ها و دیگر چالش‌های مرتبط با خودرو است.
ایدهٔ ساخت این برنامه از زمانی شکل گرفت که کلارکسون، در نتیجهٔ درگیری با تهیه‌کنندهٔ برنامهٔ تخت‌گاز از این برنامه کنار گذاشته شد و متعاقباً هموند، می و ویلمن هم برنامه را ترک کردند.
این چهار نفر بعداً قراردادی را با آمازون پرایم برای ساخت ۳۶ قسمت از یک مجموعهٔ جدید در طول ۳ سال منعقد کردند.
این مجموعه با ۶ فصل و ۴۶ قسمت در ۱۳ سپتامبر ۲۰۲۴ به پایان رسید.

## ساختار برنامه

### فصل ١-٣ (٢٠١۶-٢٠١٩): قالب استودیو
در طول سه سری اول برنامه، این قالب بر روی ترتیبی مشابه با تخت گاز متمرکز بود که شامل ترکیبی از فیلم‌های تلویزیونی پیش‌ضبط شده بود، ترکیبی از فیلم‌های تک یا چند قسمتی و بخش‌های استودیویی با تماشاگر زنده بود.

بخش‌های استودیو عمدتاً در یک چادر استودیویی بزرگ فیلم‌برداری می‌شد که می‌توانست تماشاگرانی حدوداً ٣٠٠ نفری را در خود جای دهد، با مجری‌ها  که دور یک میز پایه‌دار و تماشاگران جلوی آنها می‌نشستند.

در ابتدا، سری اول شامل فیلمبرداری این بخش ها در داخل یک چادر مسافرتی بود که در کشورهای مختلف برپا شده بود، با مخاطبان محلی در سراسر جهان.

با این حال بعد از تصادف هاموند در سوئیس و ذات الریه کلارکسون قبل از سری دوم، منجر به استفاده از چادر مسافرتی در یک مکان ثابت تر شد، و در نتیجه بخش هایی از استودیو در حومه چیپ نورتون فیلمبرداری شد. در سرتاسر هر سه مجموعه، مجریان اغلب از یک دوره بحث در مورد موضوعات مختلف در بخشی با عنوان «خیابان گفتگو» استفاده می‌کردند، که با یک مقدمه از مجریان در حالت شبح در حال انجام کاری کمدی یا غیرعادی بود.

مانند تخت گاز ، بررسی‌های خودرو در گرند تور به روشی مشابه انجام می‌شود که در آن مجریان، چه به تنهایی و چه با همکارانشان، نگاهی به خودروهای مختلف می‌اندازند و آنها را در جنبه‌های مختلف مانند عملکرد، هندلینگ و کیفیت آزمایش می‌کنند.

بررسی‌ها در مناطق مختلف خارج از کشور یا در داخل بریتانیا انجام می‌شود، از جمله یک پیست مسابقه‌ای طراحی‌شده ویژه، به موازات مسیر تست تخت گاز ، به نام "Eboladrome" این مسیر نه تنها برای بازبینی، بلکه برای انجام دورهای زمان‌بندی شده وسایل نقلیه بازبینی شده نیز استفاده می‌شود،  دورهای زمان بندی شده توسط یک راننده حرفه ای انجام می شود، اولین راننده پیست مایک اسکینر راننده سابق نسکار بود که با نام "آمریکایی" قرارداد بسته بود و لهجه و دیدگاه های کلیشه ای را در کنار ویژگی های شخصیتی فیلمنامه به تصویر می کشید، استقبال ضعیف از مشارکت او باعث شد که راننده مسابقه بریتانیایی ابی ایتن برای سری دوم و سوم جایگزین او شود.

سلبریتی ها در ابتدا بخشی از برنامه نبودند زیرا نگرانی هایی در مورد مسائل حقوقی وجود داشت که بی بی سی در صورت رقابت با قالب افراد مشهور مورد استفاده در تخت گاز می توانست مطرح کند. به این ترتیب، این برنامه یک بخش طنز برای سری اول با عنوان "تصادف مغز سلبریتی ها" ایجاد کرد که در آن افراد مشهور در حین رسیدن به چادر مجری در یک تصادف "کشته می‌شوند" این بخش برای جلوه های کمدی بود که بعداً حذف شد و به این نتیجه رسید که افراد مشهور بخشی از برنامه سری دوم در بخش جدیدی با عنوان "رویارویی مشاهیر" باشند. این بخش شامل دو فرد مشهور بود که در یک مسیر مسابقه جداگانه با یکدیگر رقابت می کردند. دورهای زمان بندی شده برای این بخش شامل یک مسیر متفاوت بود، و از جگوار F-Type R-Dynamic کوپه برای ایجاد زمان دور استفاده می‌شد.

استفاده از افراد مشهور قبل از فیلمبرداری سری سوم حذف شد تا زمان بیشتری به فیلم ها اختصاص داده شود.

در قسمت انتهایی فصل سوم فیلمی از دستاورد سال‌های اخیرشان (در بی‌بی‌سی و آمازون) نشان داده شد که جرمی کلارکسون نتوانست خود را کنترل کند و اشک‌هایش جاری شد.

جرمی کلارکسون در مصاحبه‌ با Radio Times اعلام کرد که با بی بی سی ما هرگز نتوانستیم وارد ایران و زیمبابوه شویم، اما اکنون می توانیم برویم. ایران و زیمبابوه جاهایی هستند که واقعا دوست دارم به آنجا بروم. این یک اتفاق فوق العاده است.

### فصل ۴-۶ قسمت‌های ویژه (سفر و ماجراجویی)
در ١٣ دسامبر ٢٠١٨ ، آمازون اعلام کرد که "گرند تور" برای سری چهارم تمدید شده است، فصل چهارم این مجموعه تنها به صورت قسمت‌های ویژه (سفر و ماجراجویی) پخش شد، با این کار، آمازون و تیم سازنده، فرمت استودیو و مخاطب را به فیلم‌ های سفرهای جاده‌ای و فیلم‌های ویژه ماجراجویی اختصاصی تغییر دادند و زمان هر قسمت به تقریبا ٢ ساعت افزایش یافت.

قسمت اول فصل چهارم با عنوان "Seman" در تاریخ ۱۳ دسامبر ۲۰۱۹ پخش شد. 

قسمت دوم فصل چهار به نام "A Massive Hunt" در ماداگاسکار ضبط شده و به دلیل شیوع بیماری کووید-۱۹، با تأخیر بسیار در تاریخ ۱۸ دسامبر ۲۰۲۰ منتشر شد.

قسمت سوم با نام "Lochdown" در اکتبر ٢٠٢٠ در اسکاتلند فیلمبرداری شد و در تاریخ منتشر شد.

قسمت چهارم، با عنوان "Carnage A Trois" در اوایل سال ٢٠٢١ در بریتانیا فیلمبرداری شد و در ١٧ دسامبر ٢٠٢١ به عنوان آخرین قسمت از سری چهارم منتشر شد.

قسمت اول فصل پنجم با عنوان "A Scandi Flick" در تاریخ ۱۶ سپتامبر ۲۰۲۲ پخش شد.

در این قسمت سه مجری به نروژ، سوئد و فنلاند در سه سالن ورزشی الهام گرفته از رالی سفر می‌کنند.
 در حین فیلمبرداری، جیمز می با خودروی Mitsubishi Lancer Evolution VIII با سرعت تخمینی ۶۵ کیلومتر در ساعت به دیوار برخورد می‌کند، دندهٔ جیمز می شکسته می‌شود و سرِ او خون‌آلود و مجروح می‌شود و پس از آن مجبور شد به بیمارستان منتقل شود.
قسمت دوم در ابتدا قرار بود قسمت پنجم فصل چهارم باشد و در اواسط سال ٢٠٢١ در خارج از بریتانیا فیلمبرداری شود. با این حال به دلیل همه‌گیری کووید-۱۹ و محدودیت‌های سفر فیلم‌برداری لغو شد، نهایتا در مارس ٢٠٢٢، فیلمبرداری در نروژ آغاز شد و به عنوان قسمت اول فصل پنجم منتشر شد. 

در ژوئن ٢٠٢٢، فیلمبرداری قسمت دوم در لهستان آغاز شد و سپس از جمهوری چک ، اسلواکی ، مجارستان و در اسلوونی به پایان رسید و با عنوان "Eurocrash" در ‌‌١۶ ژوئن ٢٠٢٣ منتشر شد. 

در می ٢٠٢٣، فیلمبرداری قسمت سوم در موریتانی آغاز شد و در سنگال به پایان رسید.
این فیلم با عنوان "Sand Job" در تاریخ ١۶ فوریه ٢٠٢۴ به عنوان آخرین قسمت از سری پنجم منتشر شد.

در سپتامبر ٢٠٢٣، فیلمبرداری قسمت اول فصل ششم در زیمبابوه آغاز شد که در بوتسوانا به پایان رسید و با عنوان "One for the Road" در ١٣ سپتامبر ٢٠٢۴ به عنوان تنها اپیزود از سری ششم، اپیزود پایانی سریال به طور کلی و قسمت پایانی همکاری کاری کلارکسون، هاموند و می منتشر شد.

این قسمت پایان همکاری ٢٢ ساله جرمی کلارکسون، ریچارد هموند و جیمز می در هر دو تخت گاز و گرند تور است. تیتراژ پایانی مجموعه‌ای از صداهای مجریان در سراسر حرفه‌شان و مجموعه‌ای از عکس‌های بازیگران و عوامل پشت صحنه است.

### مسیرهای مسابقهٔ گرند تور
در ابتدای ساخت برنامه، تیم سازنده تصمیم به ساخت پیست آزمایش اختصاصی گرفتند تا در کنار آزمایش خودروهای مورد بررسی، مجری‌های برنامه نیز به بررسی خودروها در این مسیر بپردازند. این مسیر نهایتاً در محل فرودگاه قدیمی روتن در نزدیکی روستای روتن ساخته شد. طرح این مسیر شامل ۲ حلقه (یک پیچ بزرگ و ۱ پیچ کوچک) و یک مسیر مستقیم بین این دو حلقه می‌شود و به دلیل شکل آن که یادآور ساختار ویروس ابولا است، نام «ابولادروم» برای آن انتخاب شده‌است. این پیست برای به چالش کشیدن خودروها طراحی شده و بخش‌های مختلف آن به شکلی طنزآمیز نام‌گذاری شده‌اند. این بخش‌ها شامل «مستقیم نیست»، «نام شما اینجا»، «خانهٔ پیرزن»، «ایستگاه فرعی» و «محوطهٔ گوسفندها» است. پیش از پخش اولین قسمت، جدول زمان‌ها با زمان‌گیری از ۱۰ خودروی منتخب، که از زمان‌گیری آن‌ها فیلمبرداری نشد، پر شده بود؛ بنابراین اولین خودرو که زمان‌گیری آن در پیست ابولادروم فیلمبرداری شد، یک ب‌ام‌و ام۲ مدل ۲۰۱۶ بود.
در فصل دوم تیم سازندهٔ مجموعه تصمیم گرفتند تا دومین پیست را برای استفاده در بخش جدید برنامه، یعنی «رویارویی مشاهیر» بسازند. در نهایت این پیست در فرودگاه محلی انستون که در نزدیکی محل ثابت چادر استودیوی برنامه واقع شده بود و تیم سازنده قبلاً سعی بر استفاده از آن در برنامهٔ تخت‌گاز داشت، ساخته شد. نیمی از مسیر این پیست، پوشیده از سنگریزه است. این مسیر تا زمان متوقف شدن بخش مشاهیر پیش از فصل سوم مورد استفاده قرار گرفت.

پیست «ابولادروم» در فرودگاه قدیمی روتن

پیست نیمه‌خاکی معرفی شده در فصل دوم برای بخش رویارویی مشاهیر

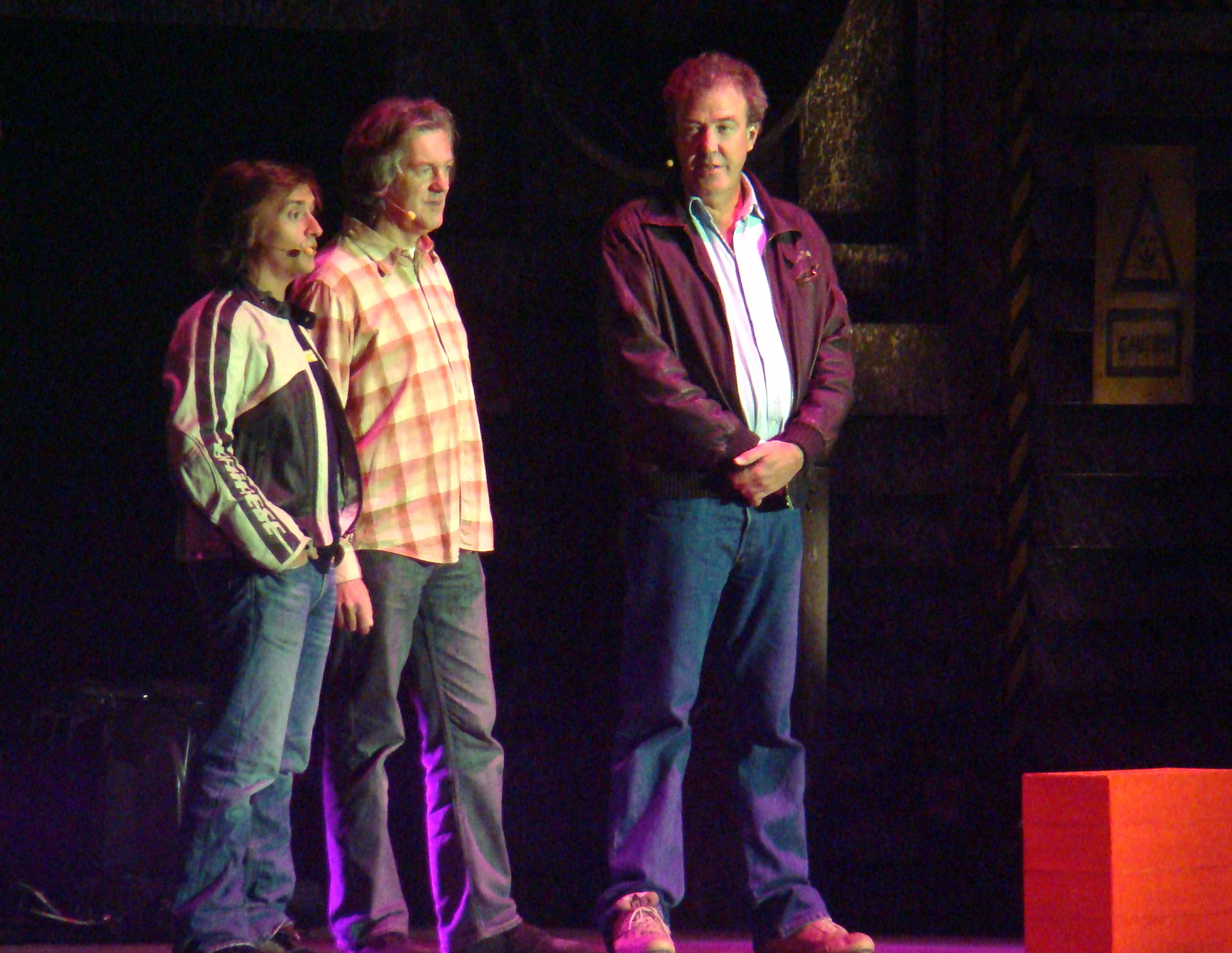
مجریان این برنامه در سال ۲۰۰۸ (از چپ به راست): هموند، می، و کلارکسون.

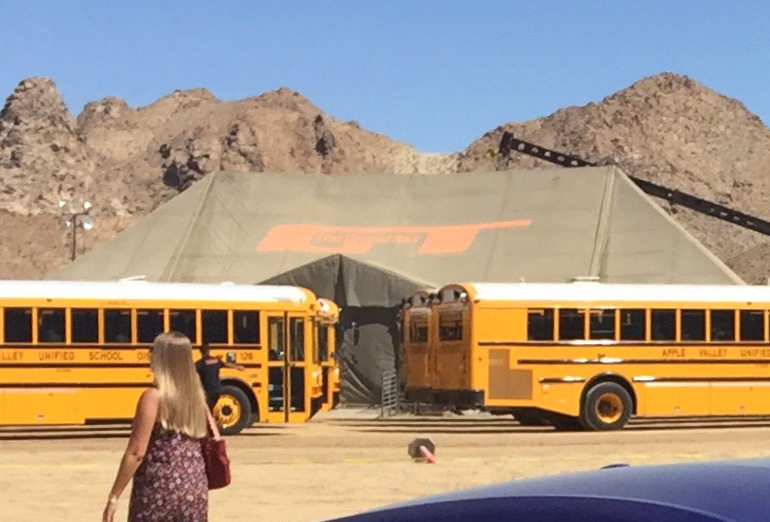
خیمهٔ گرند تور

| خودرو                          | زمان   | وضعیت مسیر | قسمت     |
| ------------------------------ | ------ | ---------- | -------- |
| مک‌لارن سنا                     | ۱:۱۲٫۹ |            | ۲۵       |
| نیو ئی‌پی۹                      | ۱:۱۵٫۰ |            | ۳۰       |
| استون مارتین ولکان             | ۱:۱۵٫۵ |            | ۲        |
| لامبورگینی اوراکان پرفورمانته  | ۱:۱۶٫۸ |            | ۲۰       |
| فورد جی‌تی                      | ۱:۱۷٫۶ |            | ۲۱       |
| مک‌لارن ۶۵۰اس                   | ۱:۱۷٫۹ |            | پخش نشده |
| مک‌لارن ۷۲۰اس                   | ۱:۱۷٫۹ |            | ۱۷       |
| ای‌ام‌جی جی‌تی آر                 | ۱:۱۸٫۷ |            | ۱۵       |
| آئودی آر۸ وی۱۰ پلاس            | ۱:۱۹٫۲ |            | پخش نشده |
| جگوار ایکس‌ئی اس‌وی پروجکت ۸     | ۱:۱۹٫۳ |            | ۲۸       |
| استون مارتین ونتیج             | ۱:۲۰٫۴ |            | ۳۳       |
| پورشه ۹۱۱ جی‌تی۳ آر-اس          | ۱:۲۰٫۴ |            | پخش نشده |
| ب‌ام‌و ام۵ اف۹۰                  | ۱:۲۰٫۴ |            | ۳۱       |
| نیسان جی‌تی-آر                  | ۱:۲۱٫۲ |            | پخش نشده |
| پورشه ۹۱۱ سی۲اس                | ۱:۲۱٫۴ |            | پخش نشده |
| آلپینا بی۵                     | ۱:۲۱٫۶ |            | ۳۱       |
| لانچیا استراتوس مت             | ۱:۲۱٫۶ |            | ۳۶       |
| ب‌ام‌و ام۴ جی‌تی‌اس                | ۱:۲۲٫۴ |            | ۴        |
| پورشه ۷۱۸ باکستر اس            | ۱:۲۳٫۴ |            | پخش نشده |
| آلپاین آ۱۱۰                    | ۱:۲۳٫۷ |            | ۲۹       |
| ب‌ام‌و ام۵ اف۱۰                  | ۱:۲۴٫۲ |            | پخش نشده |
| اف۸۰ ام۳\|ب‌ام‌و ام۳             | ۱:۲۴٫۳ |            | پخش نشده |
| هوندا ان‌اس‌ایکس                 | ۱:۲۶٫۰ | بارانی     | ۹        |
| ب‌ام‌و سری ۲                     | ۱:۲۶٫۲ |            | ۱        |
| لانچیا دلتا فیوچریستا          | ۱:۲۶٫۸ |            | پخش نشده |
| آلفا رومئو جیولیا کوادروفوجلیو | ۱:۲۷٫۱ | بارانی     | ۱۰       |
| هوندا سیویک تیپ آر             | ۱:۲۸٫۲ |            | پخش نشده |
| فورد فوکوس آر اس               | ۱:۲۸٫۴ |            | ۶        |
| لکسوس جی‌اس-اف                  | ۱:۲۹٫۶ | مرطوب      | ۱۲       |
| فورد ماستنگ جی‌تی               | ۱:۲۹٫۶ |            | ۶        |
| تسلا مدل ایکس                  | ۱:۲۹٫۶ |            | پخش نشده |
| فورد سیرا آراس کازوورث         | ۱:۳۱٫۳ |            |          |
| لامبورگینی کونتاش              | ۱:۳۱٫۸ | بارانی     | ۳۴       |
| فورد فیستا اس‌تی۲۰۰             | ۱:۳۲٫۸ |            | پخش نشده |
| بوگاتی ئی‌بی۱۱۰ سوپراسپرت       | ۱:۳۲٫۸ | بارانی     | ۲۲       |
| فیات آبارث ۱۲۴ اسپایدر         | ۱:۳۳٫۷ | بارانی     | ۱۱       |
| جگوار ایکس‌جی۲۲۰                | ۱:۳۵٫۱ | بارانی     | پخش نشده |
| فراری تستروزا                  | ۱:۳۷٫۴ | بارانی     | ۳۴       |
| فولکس‌واگن آپ! جی‌تی‌آی           | ۱:۳۹٫۷ | بارانی     | ۱۸       |

### رویارویی مشاهیر
| نام            | زمان   | وضعیت مسیر | قسمت |
| -------------- | ------ | ---------- | ---- |
| ریکی ویلسون    | ۱:۲۰٫۱ | خشک        | ۱۴   |
| دیوید هسلهاف   | ۱:۲۴٫۱ | خشک        | ۱۴   |
| کوین پیترسن    | ۱:۱۷٫۲ | خشک        | ۱۵   |
| برایان ویلسون  | ۱:۱۷٫۵ | خشک        | ۱۵   |
| هیو بونه‌ویل    | ۱:۲۲٫۲ | خشک        | ۱۶   |
| کیسی اندرسون   | ۱:۱۸٫۶ | خشک        | ۱۶   |
| مایکل بال      | ۱:۲۳٫۳ | مرطوب      | ۱۷   |
| الفی بو        | ۱:۲۴٫۴ | مرطوب      | ۱۷   |
| دومینیک کوپر   | ۱:۲۳٫۶ | بارانی     | ۱۸   |
| بیل بیلی       | ۱:۲۵٫۱ | بارانی     | ۱۸   |
| لوک ایوانز     | ۱:۲۱٫۳ | خشک        | ۱۹   |
| کیفر ساترلند   | ۱:۱۷٫۸ | خشک        | ۱۹   |
| بیل گلدبرگ     | ۱:۲۰٫۴ | خشک        | ۲۰   |
| آنتونی جاشوا   | ۱:۱۸٫۷ | خشک        | ۲۰   |
| نیک میسن       | ۱:۲۱٫۳ | خشک        | ۲۱   |
| استوارت کاپلند | ۱:۲۴٫۲ | خشک        | ۲۱   |
| داینامو        | ۱:۳۹٫۳ | برفی       | ۲۲   |
| پن و تلر       | ۱:۳۳٫۸ | برفی       | ۲۲   |
| روری مک ایلروی | ۱:۲۱٫۹ | بارانی     | ۲۳   |
| پاریس هیلتون   | ۱:۲۵٫۸ | بارانی     | ۲۳   |

## پخش از صدا و سیما جمهوری اسلامی ایران
فصل اول این مجموعه در ایران با نام سفر بزرگ، در نوروز ۱۳۹۶ و از تاریخ ۱ فروردین از شبکهٔ مستند سیما با دوبله فارسی پخش شد. همچنین فصل دوم و سوم سفر بزرگ نیز به ترتیب در نوروز ۹۷ و نوروز ۹۸ از این شبکه پخش شدند. همچنین چندین قسمت آن نیز از شبکهٔ نسیم پخش شده‌است.
قرار بود در فصل دوم جرمی کلارکسون و همکارانش از طریق مرز آذربايجان وارد ایران بشوند ولی به آنها مجوزی اعطا نشد

## بازی ویدیویی
در ١۵ ژانویه ٢٠١٩، استودیوی بازی سازی آمازون یک بازی ویدیویی  برای پلی استیشن ۴ و ایکس باکس وان را همزمان با سری سوم این برنامه با عنوان The Grand Tour Game منتشر کرد که به عنوان یک بازی مسابقه ای اپیزودیک و گاه به گاه طراحی شده است ، بازیکنان یک سری چالش ها را بر اساس چالش های هر فصل مجموعه و با استفاده از همان ماشین های در مجموعه انجام می دهند، برای هر قسمت جدید سری، یک قسمت از بازی به طور همزمان وجود دارد. با تقریبا ١۵ چالش جدید برای بازیکن. این بازی شامل حالت تک نفره در کنار چندنفره چند نفره محلی برای چندین چالش است که در هر قسمت فیلمی از برنامه گنجانده شده است. مجریان کلارکسون، می و هموند صداپیشگی بازی را ارائه کردند. از زمان انتشار بازی، با نقدهای متفاوتی از سوی منتقدان و نظرات مثبت طرفداران نمایش مواجه شده است.

## فصل‌ها
| فصل | قسمت‌ها | قسمت‌ها | تاریخ اصلی پخش  | تاریخ اصلی پخش |
| فصل | قسمت‌ها | قسمت‌ها | اولین بار       | آخرین بار      |
| --- | ------ | ------ | --------------- | -------------- |
| ۱   | ۱۳     | ۱۳     | ۱۸ نوامبر ۲۰۱۶  | ۳ فوریه ۲۰۱۷   |
| ۲   | ۱۱     | ۱۱     | ۸ دسامبر ۲۰۱۷   | ۱۶ فوریه ۲۰۱۸  |
| ۳   | ۱۴     | ۱۴     | ۱۸ ژانویه ۲۰۱۹  | ۱۲ آوریل ۲۰۱۹  |
| ۴   | ۴      | ۴      | ۱۳ دسامبر ۲۰۱۹  | ۱۷ دسامبر ۲۰۲۱ |
| ۵   | TBA    | TBA    | ۱۶ سپتامبر ۲۰۲۲ | TBA            |